# Aviatik D.III
El Aviatik D.III fue un prototipo de caza monoplaza alemán de la Primera Guerra Mundial, diseñado por Aviatik. 

## Diseño y desarrollo
Se convirtió en la base de los Aviatik D.IV y D.V. En noviembre de 1917, el avión voló por primera vez, usando un motor Benz Bz.IIIbo sin caja reductora de 195 hp. Era de diseño similar al Aviatik D.II, y estaba armado con dos ametralladoras LMG 08/15. Tras varias pruebas en Adlershof del 9 al 12 de febrero de 1918, el avión sufrió modificaciones, pedidas por la Idflieg. En abril voló un segundo prototipo, propulsado por un Benz Bz.IIIbm (aunque varios D.III propulsados por el motor original IIIbo ya estaban en producción); sin embargo, ninguno de ellos fue completado.

## Especificaciones

### Características generales
- Tripulación: Uno (piloto)
- Longitud: 8,47 m
- Envergadura: 9 m
- Altura: 3,08 m
- Superficie alar: 21 m²
- Peso cargado: 864 kg
- Planta motriz: 1× motor lineal de ocho cilindros en V refrigerado por líquido Benz Bz.IIIbo.
  - Potencia: 145 kW (195 hp)

### Rendimiento
- Alcance: 720 km
- Régimen de ascenso: 0,11 m/s (22 pies/min)

### Armamento
- Ametralladoras: 

  - 2x Schwarzlose MG M.07/12 de 8 mm